# Sjelle
Sjelle is een plaats in de Deense regio Midden-Jutland, gemeente Skanderborg. De plaats telt 297 inwoners (2008).